# فيبي ريان
فيبي ريان (بالإنجليزية: Phoebe Ryan)‏ هي مغنية وكاتبة غنائية أمريكية، ولدت في 21 سبتمبر 1990 في تكساس في الولايات المتحدة.

## وصلات خارجية
- الموقع الرسمي
- فيبي رايان على موقع ميوزك برينز (الإنجليزية)
- فيبي رايان على موقع أول ميوزيك (الإنجليزية)
- فيبي رايان على موقع ديسكوغز (الإنجليزية)